# Betty Carter
Lorraine Carter (Flint, 16 de mayo de 1929 - Brooklyn, 26 de septiembre de 1998), cantante estadounidense de jazz. Se trata probablemente de la vocalista más innovadora de la historia del jazz, vinculada casi permanentemente a la vanguardia jazzística y con una tendencia constante a la improvisación y a la transgresión de los límites armónicos y melódicos de las canciones.

## Trayectoria

### Comienzos en Detroit
Incluso de joven, Carter llevó un nuevo estilo vocal al jazz. La respiración de su voz era una característica que rara vez se escuchaba antes de su aparición en la escena musical. También era conocida por su pasión por el canto de scat.
Detroit, donde creció Carter, fue uno de los focos de desarrollo del jazz. Después de firmar con un agente de talentos después de su victoria en una noche de aficionados, Carter tuvo la oportunidad de actuar con famosos artistas de jazz como Dizzy Gillespie, quien visitaba Detroit con frecuencia. A menudo se considera a Gillespie responsable de su gran pasión por el scatting. En grabaciones anteriores, es evidente que su scat tenía similitudes con el modo de tocar de Gillespie.
En el momento de la visita de Gillespie, Charlie Parker estaba recibiendo tratamiento en un hospital psiquiátrico, lo que retrasó su encuentro con él. Sin embargo, Carter finalmente actuó con Parker, así como con su banda compuesta por Tommy Potter, Max Roach y Miles Davis. Después de recibir elogios tanto de Gillespie como de Parker por su destreza vocal, Carter sintió un aumento de la confianza y supo que podía triunfar en el jazz con perseverancia.

### En la big band de Lionel Hampton
La confianza de Carter estaba bien fundada y en 1948, Lionel Hampton le pidió que se uniera a su banda. Finalmente tuvo su gran oportunidad. Trabajar con el grupo de Hampton le dio la oportunidad de ser compañera de banda con artistas como Charles Mingus y Wes Montgomery, así como con Ernest Harold "Benny" Bailey, quien recientemente había salido de la banda de Gillespie y Albert Thornton "Al" Gray. Hampton  tenía un oído especial para apreciar el talento y un gran amor por el bebop. Carter también tenía un profundo amor por el bebop y talento para él. La esposa de Hampton, Gladys, le dio el apodo de "Betty Bebop", un apodo que, según se ha dicho, detestaba. A pesar de su buen oído y personalidad encantadora, Carter era ferozmente independiente y tenía la tendencia de intentar resistir la dirección de Hampton, mientras que Hampton tenía mal genio y se enojaba rápidamente. Hampton esperaba mucho de sus intérpretes y no quería que olvidaran que él era el líder de la banda. Pero ella odiaba abiertamente su estilo de swing, se negaba a cantar en ese estilo, y era demasiado abierta para sus gustos. Carter perfeccionó su habilidad para cantar scat mientras estaba de gira, lo que no fue bien recibido por Hampton ya que no disfrutaba de su inclinación por la improvisación. En el transcurso de dos años y medio, Hampton despidió a Carter un total de siete veces.
Carter formó parte de la Orquesta de Lionel Hampton que tocó en el famoso Cavalcade of Jazz en Los Ángeles en Wrigley Field, producido por Leon Hefflin, Sr. el 10 de julio de 1949. Hicieron un segundo concierto en Lane Field en San Diego el 3 de septiembre de 1949. También actuaron en el sexto concierto de Cavalcade of Jazz el 25 de junio de 1950. También se presentaron el mismo día Roy Milton y His Solid Senders, Pee Wee Crayton Orquesta, Dinah Washington, Tiny Davis & Her Hell Divers, y otros artistas. Se informó que 16.000 personas asistieron y el concierto terminó antes de tiempo debido a una pelea mientras la banda de Hampton tocaba "Flying High".
Ser parte de la banda de Hampton proporcionó algunas cosas más para "The Kid" (un apodo otorgado a Carter que se mantuvo por el resto de su vida): conexiones y un nuevo enfoque de la música, haciendo que todas las futuras actitudes musicales que surgieron de Carter llevaran la marca de la guía de Hampton. Debido a la contratación de Carter por parte de Hampton, ella también pasa a la historia como una de las últimas cantantes de jazz de la era de las grandes bandas en la historia. Sin embargo, en 1951, Carter dejó la banda. 

### Primera etapa de New York
Después de dejar la big band de Hampton Carter se radicó en Nueva York, trabajando en toda la ciudad durante la mayor parte de principios de la década de 1950, además de participar en una extensa gira por el sur, tocando para "shows al aire libre". Con este trabajo hizo poco o nada de dinero, pero Carter creía que era necesario para desarrollarse como artista, y era una forma de "pagar sus deudas".
Muy poco después de la llegada de Carter a Nueva York, se le dio la oportunidad de grabar con King Pleasure y el Ray Bryant Trio, volviéndose más reconocible y conocida y, posteriormente, se le concedió la oportunidad de cantar en el Teatro Apollo. Este teatro fue conocido por dar a los artistas emergentes el empujón final para convertirse en nombres conocidos. Carter fue impulsada a la prominencia, grabando con el sello Epic en 1955 y fue una artista conocida a fines de la década de 1950. Su primer LP en solitario, Out There, fue lanzado en el sello Peacock en 1958.

### Colaboración con Ray Charles
Miles Davis puede ser acreditado como el causante del aumento de popularidad de Carter, ya que fue la persona que le recomendó a Ray Charles que tomara a Carter bajo su protección. Carter comenzó a salir de gira con Charles en 1960, luego grabó dúos con él en 1961 (Ray Charles y Betty Carter), incluyendo el álbum "Baby, It's Cold Outside" de R&B, que le dio un gran Reconocimiento popular. En 1963 realizó una gira en Japón con Sonny Rollins. Grabó para varios sellos durante este período, incluidos ABC-Paramount, Atco y United Artists, pero rara vez estaba satisfecha con el producto resultante. Después de tres años de gira con Charles y un total de dos grabaciones juntos, Carter tomó un descanso de la grabación para casarse. Ella y su esposo tuvieron dos hijos. Sin embargo, continuó actuando, no queriendo depender de su esposo como apoyo financiero.

### Crisis del Jazz. Trío de Betty Carter
La década de 1960 se convirtió en un momento cada vez más difícil para Carter cuando comenzó a caer su fama, negándose a cantar música pop contemporánea, y cuando su juventud se desvaneció. Carter tenía casi cuarenta años, lo que en ese momento no era propicio para una carrera en dificultades. El rock and roll, como el pop, se estaba volviendo cada vez más popular y proporcionaba muchos ingresos para los sellos y las compañías discográficas. Carter tuvo que trabajar muy duro para continuar teniendo conciertos debido al declive del jazz. Su matrimonio también comenzaba a desmoronarse. En 1971, Carter volvía a estar soltera y principalmente tocaba en vivo con un pequeño trio que consistía simplemente en un piano, batería y bajo. El trío de Betty Carter fue uno de los pocos grupos de jazz que continuó haciendo conciertos a fines de los años sesenta y principios de los setenta.

### Creación de Bet-Car Records
Carter creó su propio sello discográfico, Bet-Car Records, en 1969, la única fuente de grabación de música de Carter durante los siguientes dieciocho años:
   ".... de hecho, creo que probablemente fui el primer sello independiente en el 1969. La gente pensaba que estaba loca cuando lo hice. '¿Cómo vas a obtener alguna distribución?' Quiero decir, '¿Cómo vas a ocuparte de los negocios y hacerlo tú misma?' ¿No necesitas a alguien más? Y dije: 'Escucha. Nadie venía por aquí y quería grabaciones, así que descubrí que podía hacerlo yo misma'. Entonces, eso fue lo que hice. Es lo mejor que me ha pasado. Ya sabes. ¡Estamos hablando del 1969!"
   - Betty Carter
Algunas de sus grabaciones más famosas se emitieron originalmente en Bet-Car, incluido el álbum doble The Audience with Betty Carter (1980). En 1980 fue objeto de una película documental de Michelle Parkerson, But Then, She's Betty Carter. El enfoque de Carter en la música no se refería únicamente a su método de grabación y distribución, sino también a su elección en los lugares de actuación. Carter comenzó a actuar en colegios y universidades, a partir de 1972 con su actuación en el Goddard College en Vermont. Carter estaba entusiasmada con esta oportunidad, ya que desde mediados de la década de 1960, Carter había querido visitar escuelas y proporcionar algún tipo de educación para los estudiantes. También comenzó a dar conferencias junto con sus actuaciones musicales, informando a los estudiantes sobre la historia del jazz y sus raíces.

### Retorno a la cima con Verve

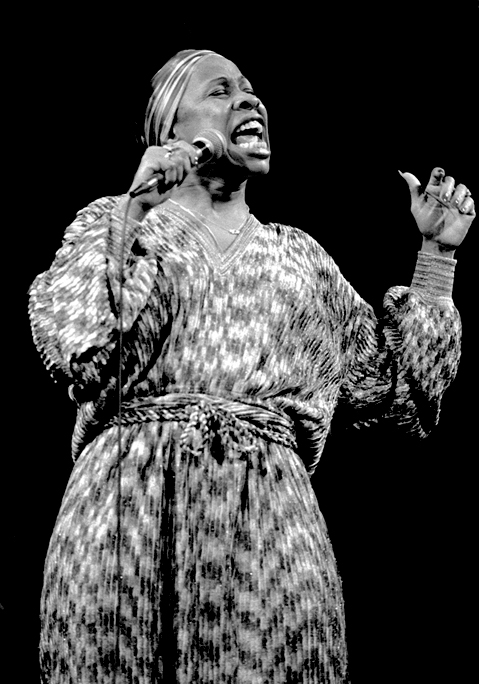
Foto de 1979.

En 1975, las perspectivas de vida y trabajo de Carter comenzaron a mejorar, y Carter comenzaba a poder elegir sus propios trabajos una vez más, haciendo giras por Europa, América del Sur y los Estados Unidos. En 1976, Carter fue invitada a actuar en vivo en la primera temporada de Saturday Night Live, y también fue intérprete en el Festival de Jazz de Newport en 1977 y 1978, forjandose un lugar permanente para ella en el negocio de la música, así como en el mundo del jazz.
En 1977, Carter disfrutó de un nuevo pico en la estimación crítica y popular, e impartió una clase magistral con su mentor, Dizzy Gillespie, en Harvard. En la última década de su vida, Carter comenzó a recibir una aclamación y un reconocimiento aún más amplios. En 1987 firmó con Verve Records, quien volvió a publicar la mayoría de sus álbumes de Bet-Car en CD por primera vez y los puso a disposición de un público más amplio. En 1988 ganó un Grammy por su álbum Look What I Got! y cantó en una aparición especial en The Cosby Show (episodio "¿Cómo llegas al Carnegie Hall?"). En 1994 actuó en la Casa Blanca y fue cabeza de cartel en la celebración del 50 aniversario de Verve en el Carnegie Hall. Fue objeto de un cortometraje en 1994 de Dick Fontaine, Betty Carter: New All the Time.
En 1997 fue galardonada con la Medalla Nacional de las Artes por el presidente Bill Clinton. Este premio fue uno de miles, pero Carter consideró esta medalla como la más importante que recibió en su vida.
Carter continuó actuando, haciendo giras y grabando, así como buscando nuevos talentos hasta que le diagnosticaron cáncer de páncreas en el verano de 1998. Murió el 26 de septiembre de 1998, a la edad de 69 años, y luego fue incinerada. Le sobrevivieron sus dos hijos.

## Legado
Carter a menudo reclutaba jóvenes acompañantes para actuaciones y grabaciones, insistiendo en que "aprendió mucho de estos jóvenes intérpretes, porque son frescos y se les ocurren cosas que nunca pensaría en hacer".
1993 fue un año de innovación para Carter, creando un programa llamado Jazz Ahead, que presentó a 20 estudiantes a quienes se les dio la oportunidad de pasar una semana completa ensayando y componiendo con Carter, un programa que todavía existe hasta el día de hoy y está alojado en el Kennedy Center.
Betty Carter es considerada la responsable de descubrir grandes talentos de jazz. Sus descubrimientos incluyen a John Hicks, Curtis Lundy, Mulgrew Miller, Cyrus Chestnut, Dave Holland, Stephen Scott, Kenny Washington, Benny Green y otros más.
El 25 de junio de 2019, The New York Times Magazine incluyó a Betty Carter entre los cientos de artistas cuyo material fue destruido en el incendio de Universal de 2008.

## Discografía
| Año  | Título del Álbum                      | Sello          | Notas                                                                                   |
| ---- | ------------------------------------- | -------------- | --------------------------------------------------------------------------------------- |
| 1955 | Meet Betty Carter and Ray Bryant      | Columbia       | con Ray Bryant Trio                                                                     |
| 1956 | Social Call                           | Columbia       | big band dirigida por Gigi Gryce                                                        |
| 1958 | Out There with Betty Carter           | Peacock        | big band dirigida por Gigi Gryce                                                        |
| 1960 | The Modern Sound of Betty Carter      | ABC-Paramount  |                                                                                         |
| 1961 | Ray Charles and Betty Carter          | ABC-Paramount  | con Ray Charles                                                                         |
| 1963 | 'Round Midnight                       | Atco           |                                                                                         |
| 1964 | Inside Betty Carter                   | United Artists | reeditado en 1993 en Capitol con 7 nuevos temas de una sesión de 1965 con Kenny Burrell |
| 1970 | At the Village Vanguard               | Bet-Car; Verve | (MK 1001) live                                                                          |
| 1975 | Finally, Betty Carter                 | Roulette       | live; gravado en 1969                                                                   |
| 1975 | Round Midnight                        | Roulette       | live                                                                                    |
| 1976 | Now It's My Turn                      | Roulette       |                                                                                         |
| 1976 | What a Little Moonlight Can Do        | ABC Impusle!   | 2LP; reedición de Out There y The Modern Sound                                          |
| 1976 | The Betty Carter Album                | Bet-Car; Verve | (MK 1002)                                                                               |
| 1979 | The Audience with Betty Carter        | Bet-Car; Verve | (MK 1003) live; 2LP                                                                     |
| 1982 | Whatever Happened to Love?            | Bet-Car; Verve | (MK 1004) live; Grammy nomination for Best Jazz Vocal Performance, Female               |
| 1987 | The Carmen McRae – Betty Carter Duets | Bet-Car/Verve  | live                                                                                    |
| 1988 | Look What I Got!                      | Bet-Car/Verve  | Grammy Award for Best Jazz Vocal Performance, Female                                    |
| 1990 | Droppin' Things                       | Bet-Car/Verve  | live; Grammy nomination for Best Jazz Vocal Performance, Female                         |
| 1992 | It's Not About the Melody             | Bet-Car/Verve  |                                                                                         |
| 1993 | Feed the Fire                         | Bet-Car/Verve  | live                                                                                    |
| 1996 | I'm Yours, You're Mine                | Bet-Car/Verve  |                                                                                         |